# Azhar-Universität
Die Azhar-Universität (arabisch جامعة الأزهر, DMG ǧāmiʿat al-Azhar) ist eine islamische Universität in Ägypten, die Teil der Gesamtkörperschaft der Azhar ist. Sie ist über zahlreiche Standorte in ganz Ägypten verteilt und hat einen männlichen und einen weiblichen Zweig. Im männlichen Zweig gibt es heute insgesamt 43 Fakultäten: sechs Fakultäten für Theologie (uṣūl ad-dīn) und islamische Mission (Daʿwa), fünf juristische Fakultäten, sieben Fakultäten für Arabische Sprache (al-luġa al-ʿArabīya), sechs Fakultäten für islamische Wissenschaften (ad-dirāsāt al-islāmīya), drei medizinische Fakultäten, zwei Fakultäten für Zahnmedizin, zwei pharmazeutische Fakultäten, zwei ingenieurwissenschaftliche Fakultäten, zwei landwirtschaftliche Fakultäten, zwei Fakultäten für Landwirtschaftstechnik, zwei erziehungswissenschaftliche Fakultäten, eine handelswissenschaftliche Fakultät, eine Fakultät für Sprachen und Übersetzung, eine medienwissenschaftliche Fakultät und eine naturwissenschaftliche Fakultät.
Der weibliche Zweig der Azhar-Universität hat 26 Fakultäten: 13 Fakultäten für islamische und arabische Studien, zwei handelswissenschaftliche Fakultäten, jeweils eine Fakultät für Medizin, Zahnmedizin, Pharmazie, Ingenieurwissenschaften, Naturwissenschaften, Pflegewissenschaft, Humanwissenschaften und Hauswirtschaftslehre sowie zwei allgemeine Mädchenfakultäten.
Der religiöse Charakter der Universität bedingt, dass die Studierenden neben ihrer beruflich-wissenschaftlichen Qualifikation jeweils auch immer eine religiös-islamische Ausbildung erhalten.
Der Lehrkörper der Azhar-Universität besteht heute aus rund 16.000 Lehrenden. An der Spitze des Verwaltungsapparates steht der „Direktor der Azhar-Universität“ (mudīr ǧāmiʿat al-Azhar). Die Bedeutung der Azhar-Universität lässt sich auch an der Zahl der Studierenden ablesen, die völlig außerhalb dessen steht, was an amerikanischen oder europäischen Universitäten üblich ist: Im Jahr 2004 waren an der Azhar etwa 375.000 Studenten eingeschrieben, darunter 150.000 Frauen. Seit dem Frühjahr 2006 werden öffentlich Pläne diskutiert, die Universität in drei Hochschulen aufzuteilen.